# Artista

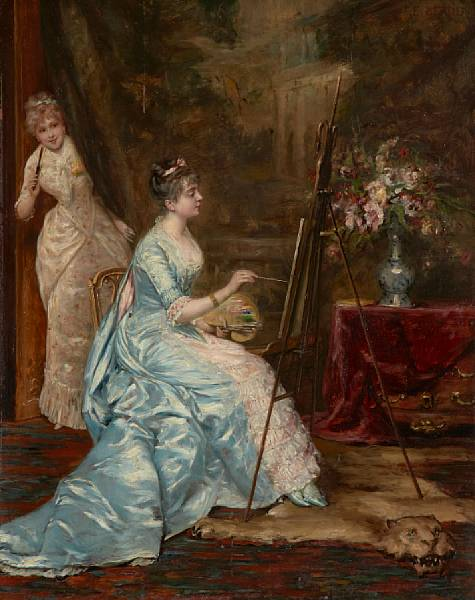
Artista

Un artista è una persona la cui attività si esprime nel campo dell'arte. Nel senso più ampio l'artista è una persona che esprime la sua personalità attraverso un mezzo che può essere un'arte figurativa o performativa. La parola viene usata anche come sinonimo di creativo.
In un senso più stretto si definisce artista un creatore di opere dotate di valore estetico nei campi della cosiddetta cultura alta, come la pittura, la musica, l'architettura, il disegno, la moda, la scrittura, la scultura, la danza, la regia (cinematografica, teatrale e televisiva), la fotografia, la recitazione. Inoltre, è artista anche chi opera nel settore dell’arte culinaria, soprattutto in pasticceria.
Il termine artista è adottato anche dalle compagnie di balletto, per indicare un ballerino appena arrivato nella compagnia o non di grande talento, successivamente il grado può cambiare in primo artista.

## Storia del termine
È da secoli fonte di discussione quali campi possano essere considerati "arte" e chi possa fregiarsi del titolo di artista e chi no.
Nella Grecia antica esisteva la parola "techně" che spesso viene tradotta come "arte"; la "techně" presupponeva la maestria in un processo di produzione qualsiasi. Da ciò derivò il latino "technicus", che oggi è la radice di parole quali tecnica, tecnologia, ecc. Le nove Muse erano le divinità degli artisti nei nove campi dell'eccellenza dell'attività umana: 
1. Poesia epica e lirica
2. Storia
3. Canto corale e poesia amorosa
4. Musica
5. Tragedia
6. Inni religiosi
7. Poesia gaia, poesia rustica e commedia
8. Danza
9. Astronomia e geometria

La parola arte invece deriva dal latino ars, che letteralmente significava "metodo pratico" o "tecnica", unito a una connotazione legata alla bellezza degli oggetti prodotti. Nel medioevo esisteva già la parola artista, anche se il suo significato si avvicinava più a quello che oggi definiamo artefice, mentre era sconosciuta la parola artigiano: l'artista era colui che nel suo mestiere sapeva fare qualcosa meglio degli altri. Quindi era l'eccellenza tecnica, non il campo di attività, ad essere sottolineata. Guardando a registri e atti dell'epoca si può notare come i manufatti tessili, per esempio, fossero molto più costosi e ricercati dei dipinti e delle sculture.
In generale, l'ars era propriamente "arte liberale", sciolta per definizione da ogni lavoro manuale, mentre artifex corrispondeva al nostro "artigiano". Quindi, nel Medioevo, la distinzione tra artista e artigiano era decisamente meno immediata che per l'epoca contemporanea. Addirittura, con il termine autor si intendeva, nella documentazione ufficiale dei cantieri delle chiese medioevali, il committente piuttosto che l'architetto-progettista.
Fu con i trattati di Leon Battista Alberti che verso la metà del Quattrocento si ebbe una prima elevazione delle cosiddette "arti maggiori" (De re aedificatoria, De statua, De pictura), sottolineando l'importanza dell'aspetto intellettuale dell'artefice rispetto alla manualità (nonostante queste tre arti non fossero le uniche a comportare la progettazione).
Michelangelo Buonarroti viene generalmente indicato come il primo artista che si staccò dalla committenza, riconoscendo la massima indipendenza al suo processo artistico.
Con la nascita delle accademie (seconda metà del XVI secolo) la frattura tra arti cosiddette "maggiori" e "minori" fu netta: da una parte il sapere accademico, teorico e razionalizzato, dall'altra il mestiere di bottega, pratico e miscellaneo.
Oggi i concetti di "arte" e "artista" vengono generalmente applicati a seconda della cultura di riferimento, e valutando le componenti estetiche e di originalità.